# 大船渡港

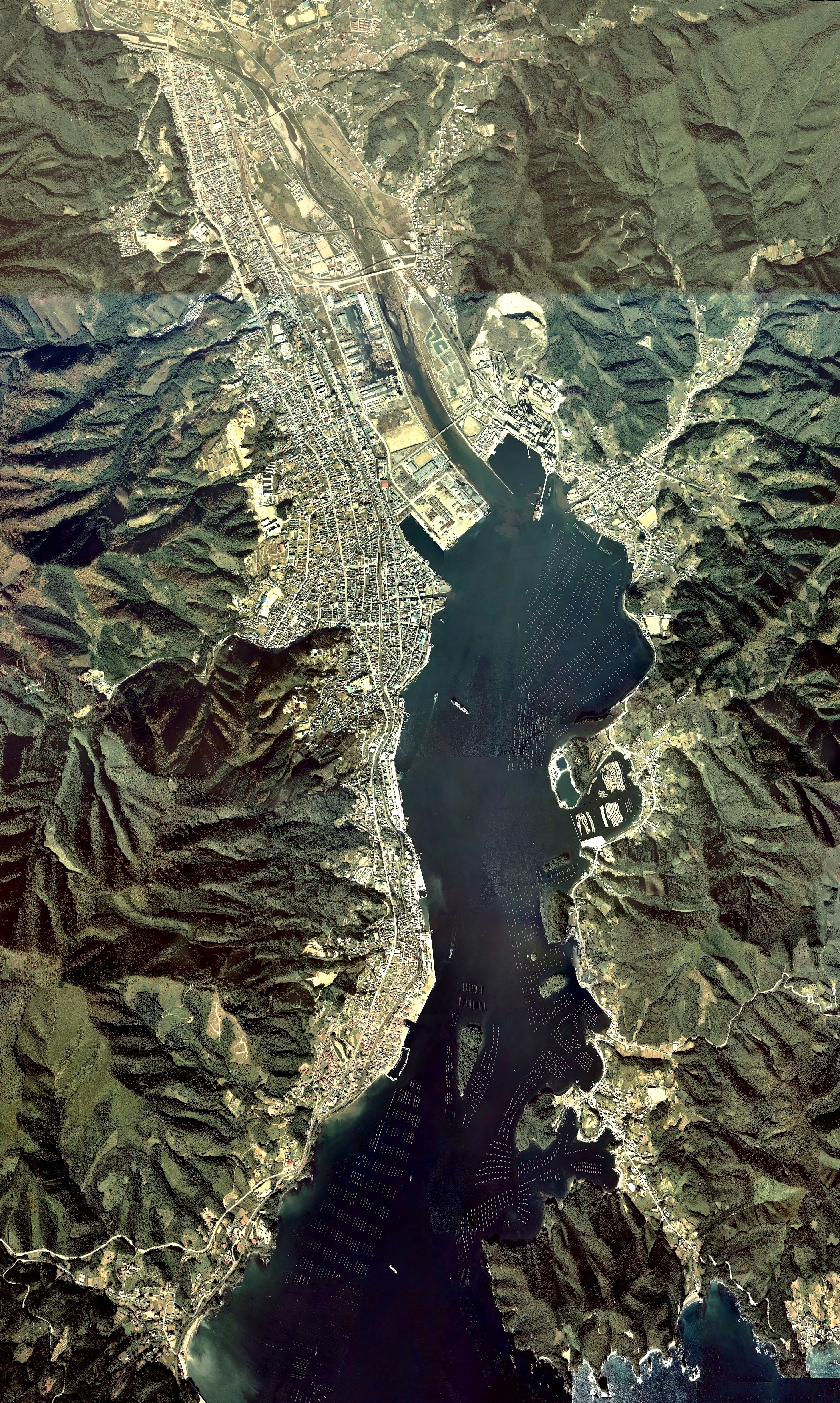
大船渡港周辺の空中写真。画像左上付近が大船渡市役所のある盛地区。その南側の港の西岸に広がる市街地が大船渡町地区である。1977年撮影の15枚を合成作成。
。

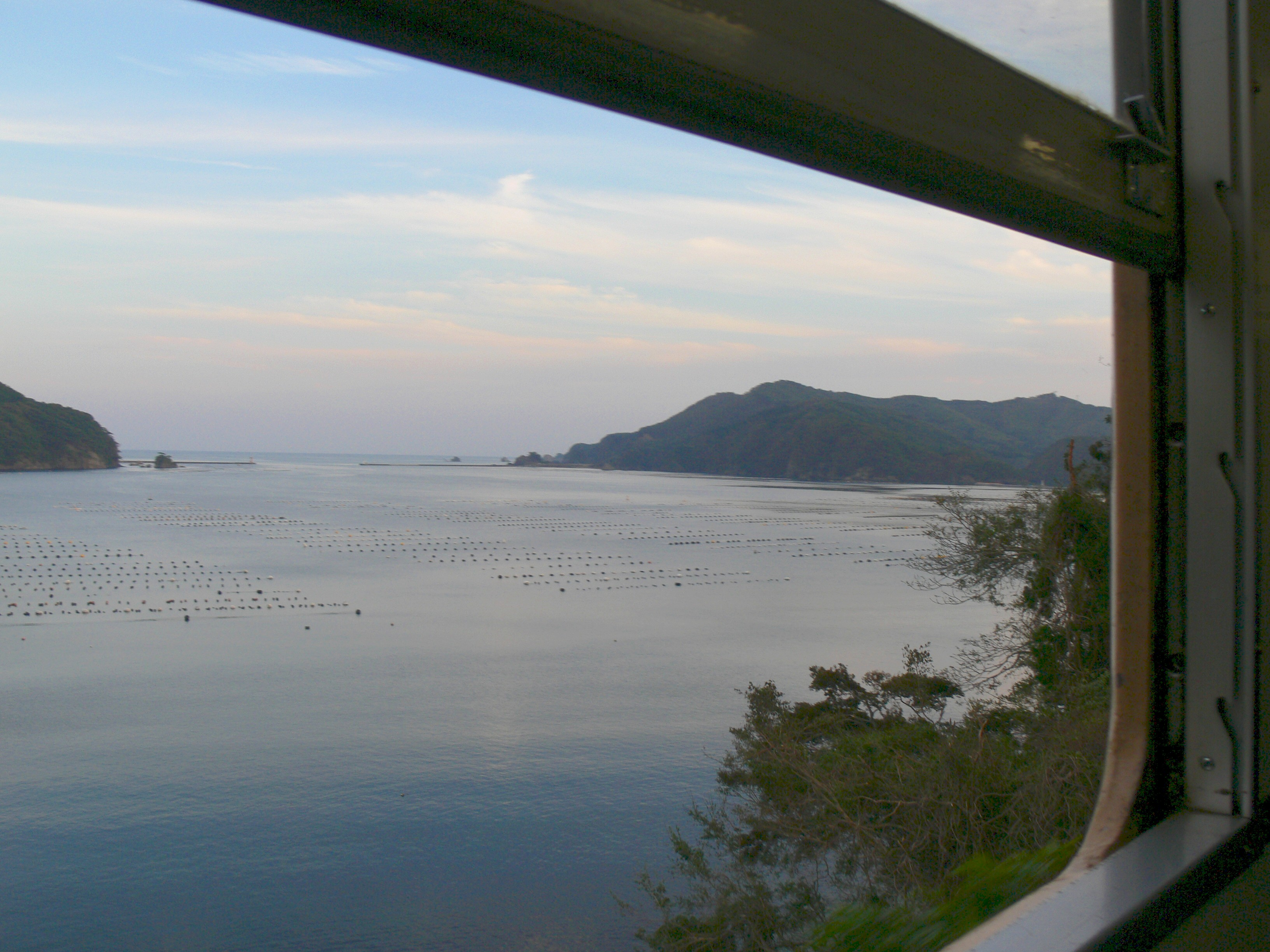
JR大船渡線の車窓から湾口防波堤と太平洋方面を望む（2006年10月9日）

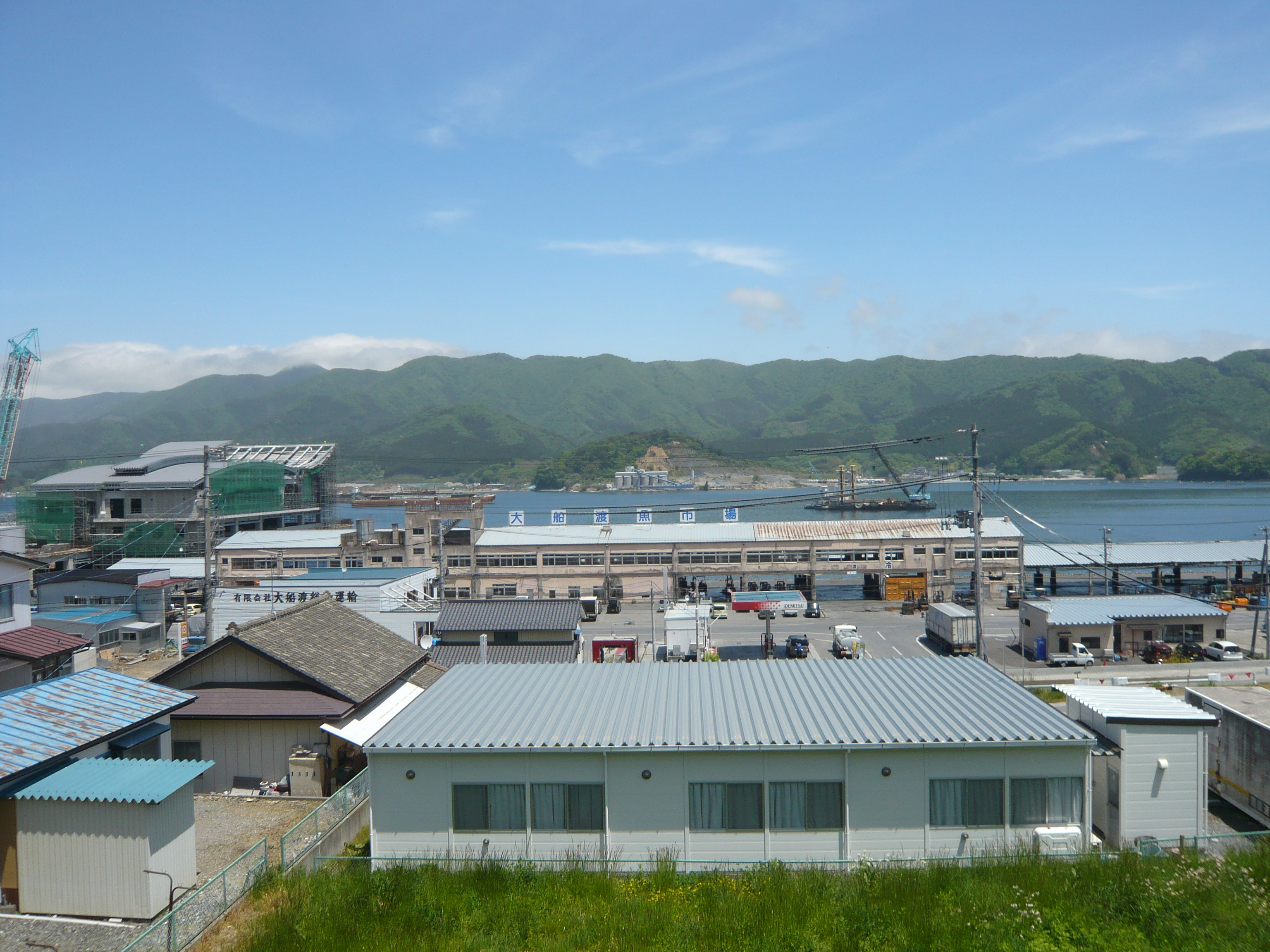
大船渡魚市場と大船渡港（2013年6月1日）

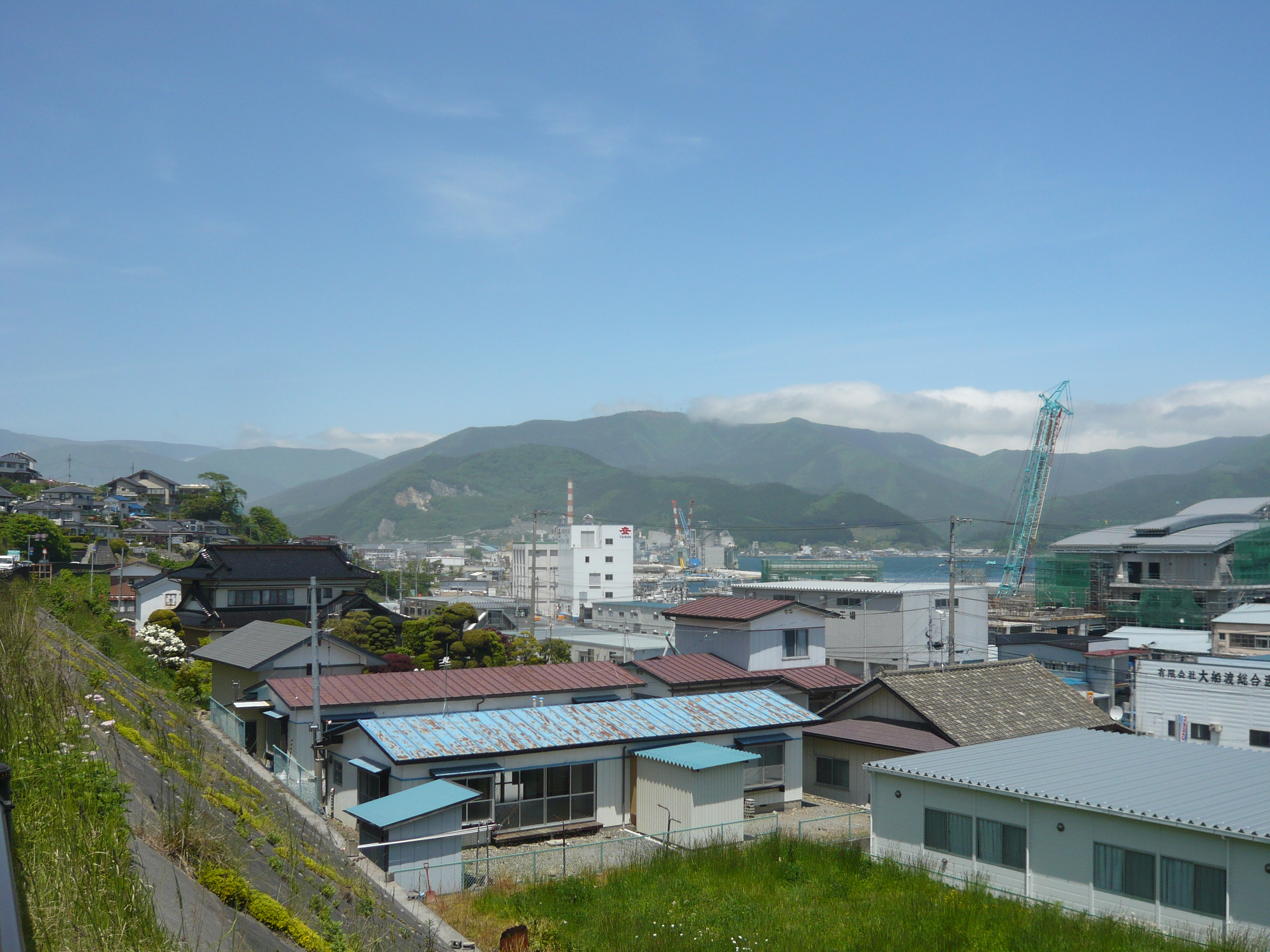
南側から見た大船渡港と大船渡市街地（2013年6月1日）

大船渡港（おおふなとこう）は、太平洋に開けた大船渡湾に面している、日本の港湾。岩手県大船渡市に所在する重要港湾。港湾管理者は岩手県である。県の南東部に位置する港で、北隣の釜石市に位置する釜石港に次ぐ規模、貨物取扱量を誇る県内重要港湾である。
大船渡湾の湾内にあり、港の中央にある珊琥島により東側水路（水深28 - 29m）と西側水路（水深11 - 19m）に分けられる。東側航路と西側航路の可航幅はそれぞれ約200mである。
港内には第一種区画漁業の大船渡市漁業協同組合が設置したかき筏などの養殖施設や定置網が広範囲に設置されている。

## 歴史
1887年（明治20年）には日本海軍軍艦「雷電」（旧称：蟠竜丸）が入港し、天然の良港であることが認められた。
その後、港湾の整備はほとんど進まなかったが、1922年（大正11年）に内務省の指定港湾となり、1932年（昭和7年）に時局匡救事業、冷害対策として野々田（ののだ）地区において港湾改修に着工し、1936年（昭和11年）に水深－7.3m岸壁1バースが完成した。一方、これを前後として、背後地への連絡の動脈たる国鉄大船渡線が開通し、港湾に大きな影響を与えた。1948年（昭和23年）には大船渡港改修事業計画の策定に伴って岸壁の増築等計画に着手し、茶屋前（ちゃやまえ）地区に1955年（昭和30年）、水深－6m岸壁（延長108m）、水深－4m岸壁（延長195m）が完成した。1957年（昭和32年）5月、東北開発関係法以来、大船渡港の重要性はさらに増し、小野田セメント（太平洋セメントの前身企業の一つ）大船渡工場などのほか、石油基地としての利用が活発化された。
1959年（昭和34年）6月に岩手県では3番目の重要港湾として指定され、翌1960年（昭和35年）には茶屋前地区に水深－9m岸壁1バースが完成した。
政府は、1960年（昭和35年）のチリ地震津波を契機として特別措置法を制定し、これに基づいてチリ地震津波対策として直轄施工によって1963年（昭和38年）、湾口防波堤の築造に着手し、4年の歳月と19億円の巨費を投じて日本初の深海防波堤の完成を見た。
1968年（昭和43年）、茶屋前地区工業用地に木工団地が建設され、輸入木材港が建設されるとともに木材輸入の特定港に指定された。1970年（昭和45年）には永浜（ながはま）地区の木材港が完成し、1972年（昭和47年）には茶屋前地区に水深－6m岸壁105m、さらに1975年（昭和50年）には水深－9m岸壁の2バース目が完成した。野々田地区では1974年（昭和49年）に策定された港湾計画により、1988年（昭和63年）に－7.5m岸壁2バース目が、1989年（平成元年）には－13m岸壁1バースが完成した。
1993年（平成5年）3月には、永浜・山口地区の公共埠頭、茶屋前地区の旅客船埠頭および湾口防波堤周辺地区の公共マリーナ整備を骨子とし、2001年（平成13年）を目標年次とした港湾計画が決定され、現在、水深13m（4万トン級船舶対応）岸壁などの整備を進めており、今後、港勢は一段と躍進するものと期待される。永浜・山口地区の公共埠頭の供用が開始されれば、外国貿易定期便の便数や釜山港以外の海外の主要港とも定期航路が設置される予定である。
2001年（平成13年）7月に、それまでの函館税関釜石税関支署大船渡出張所から、機構改正によって新たに函館税関大船渡税関支署に昇格した。これに伴い、釜石税関支署は函館税関大船渡税関支署釜石出張所に降格した。
2003年（平成15年）9月までは警察・海上保安部とも警備救難船舶の配置がなかったが、同年10月1日より、大船渡警察署に警備艇さんりく (22.00t) が配置（釜石警察署から配置換え）された。
2005年（平成17年）には「ポート・オブ・ザ・イヤー2004」グランプリ（情報誌『港湾』を発行する日本港湾協会の企画）を、2009年（平成21年）には「クルーズ・オブ・ザ・イヤー2008」特別賞（日本外航客船協会の企画）を受賞した。
2007年（平成19年）4月下旬には、岩手県内初の外国貿易コンテナ船の定期航路が、韓国の釜山港（釜山広域市）との間で開設された。
海運会社は韓国の興亜海運、日本総代理店は三栄海運である。便数は毎週土曜日。これにより、大船渡市は岩手県内において唯一の海の国際玄関口となった。これまで岩手県内の物資の輸出入は遠く離れた仙台港や秋田港、横浜港から行っていたが、大船渡港 - 釜山港の定期航路開設により、物資のほとんどが大船渡港を発着することとなった。
クルーズ客船「飛鳥」が2005年（平成17年度）まで寄港していたが、同船舶の引退に伴い、2006年（平成18年）にクルーズ客船「飛鳥II」が入港した（東北地方初）。

### 年表
- 江戸時代：大船渡の湊（大船渡港の前身）は仙台藩の港湾として栄え、当時から天然の良港であった[8]。
- 慶長16年（1611年）：江戸幕府公認で行う日本列島沿岸部の測量事業の途上にあったスペイン人探検家セバスティアン・ビスカイノが、伊達政宗治世下の仙台藩を訪れ、大船渡の沿岸部も測量したが、その折、大船渡湾の景観を讃えて「サン・アンドレス湾」と名付ける[5][9]。
- 1887年（明治20年）：大船渡の湊に日本海軍軍艦「雷電」（旧称：蟠竜丸）が入港し、天然の良港であることが認められる[5]。
- 1922年（大正11年）：大船渡の湊が内務省の指定港湾となる[8]。
- 1932年（昭和7年）：野々田地区にて港湾改修が着工される。
- 1934年（昭和9年）：近代化された港湾として、大船渡港が開港される。
- 1959年（昭和34年）6月11日：県内で3番目の重要港湾に指定される[8]。
- 1960年（昭和35年）5月24日：チリ沖で5月22日（現地時間）に発生したマグニチュード9.5のチリ地震が引き起こした津波が三陸海岸に到達し、大船渡港が属する大船渡市では死者53人を出した。
- 1963年（昭和38年）5月：津波対策事業特別措置法により、大船渡港湾口防波堤（津波防波堤）が着工される[5]。
- 1967年（昭和42年）
  - 3月：大船渡港湾口防波堤の竣工[5]。
  - 6月：開港に指定される[5]。
  - 10月：検疫港に指定される[5]。
- 1968年（昭和43年）
  - 大船渡港木材工業団地が完成[5]。
  - 10月：木材輸入特定港に指定される[5]。
- 1971年（昭和46年）：植物輸入港に指定される[5]。
- 1992年（平成4年）3月：野々田地区港湾整備事業の一環として「サン・アンドレス公園」が完成[5]。
- 1999年（平成11年）9月：東北地方の拠点港湾に位置付けられる[5]。
- 2005年（平成17年）：「ポート・オブ・ザ・イヤー2004」グランプリ（情報誌『港湾』を発行する日本港湾協会の企画）を受賞[4][5]。
- 2006年（平成18年）
  - 1月11日：大船渡国際港湾ターミナル協同組合が設立され、大船渡港にハーバークレーンが設置される[10][5]。大船渡駅等の改築や港湾周辺の町作りに関する協議も始まる[6]。
  - クルーズ客船「飛鳥II」が初入港（東北地方で初）。
- 2007年（平成19年）4月下旬：大船渡港と韓国の釜山港（興亜海運）を結ぶ外国貿易コンテナ船の定期航路が開設される（岩手県初）[6][7]。
- 2009年（平成21年）2月：「クルーズ・オブ・ザ・イヤー2008」特別賞（日本外航客船協会の企画）を受賞[5]。
- 2011年（平成23年）
  - 3月11日：マグニチュード9.0の東北地方太平洋沖地震が発生し、最大波高9.5mの津波に襲われた大船渡港は大船渡市ともども甚大な被害を受けた（東日本大震災）[11]。
  - 4月11日：被災地支援のために商船三井が岩手県の各港に派遣したクルーズ客船「ふじ丸」が、一つ目の目的地である大船渡港に寄港し、大船渡市の避難者を船上サービスで支援し始める[12][13]。同船はその後、大船渡港に3日間、釜石港に2日間、宮古港に2日間停泊し、大船渡市1,786人・釜石市593人・宮古市2,072人、計4,451人の避難者がこれを利用した[12][13]。

## 外国貿易コンテナ
2007年（平成19年）3月30日に第1便が就航した大船渡港と韓国・釜山港を結ぶ外国貿易定期コンテナ航路の取り扱い実績がまとまった。同年4月 - 9月までの半年で、輸出入合わせて1309TEU（1TEU=20フィートコンテナ1個）。取扱量は増加傾向が続いており、9月は1週あたりの平均取扱量が約90TEUと、港湾関係者が目標として挙げる「1週100TEU」に近づいている。輸出主体で冷凍水産物の割合が多いなど、全国の地方港には無い大船渡港の特徴が明らかになっている。
今年度上半期の貨物取り扱い状況は、大船渡市が同年10月12日に開いた記者会見で明らかにした。4月から9月までのコンテナ取扱量は1309TEU。この期間は、週1便ペースで23回寄港した。
このうち、実際に荷物が入っている実入りコンテナは785TEU。同市によると、取扱総数は空コンテナを含めた実績を示すのが一般的だと言う。一便平均の取扱量は57TEU。1ヶ月ごとの推移で見ると、4月は21TEUであったが、その後、5ヶ月連続で前月を上回る実績が続き、9月は448TEU（5便）と一週平均で90TEUとなった。
大船渡市、経済界が目標とする初年度のコンテナ取り扱い個数は4757TEUで、1便平均で100TEUが必要。県内外の民間企業を中心としたポートセールスを担う関係者も「今秋までに100TEU」を掲げるが、3桁となる取り引きも8月に1回、9月に2回あるなど、目標としている数値に近づいている。
輸入は648TEUで、輸入は661TEUとほぼ同数。ただし、輸入のうち空コンテナは約半数を占めるため、実入りでの実績を見ると輸出のほうが多い。輸出が輸入を上回るのは国内地方港でも珍しいケースである。
輸出の4分の3が水産物を占める。冷凍水産物は温度管理ができるリーファーコンテナによって運ばれる。大船渡や気仙沼など三陸沿岸で水揚げされたサバやカツオといった冷凍水産魚が主体で、釜山を経由後、中国やタイに輸送される。これまで仙台や京浜地区の港を利用していた荷主が大船渡を選ぶケースが多く見られるようになった。ドライコンテナによる輸出は紙類やプラスチック類が多い。
一方、輸入は県内陸部からの工業機械部品の利用が本格化している。季節にちなんだ商品需要などから雑貨類も増加しているとのことである。定期航路を開設しているのは韓国の大手船社の興亜海運で、小名浜、仙台塩釜港を経て毎週末に大船渡港に寄港。コンテナターミナルは岩手県内最大水深の-13m岸壁が供用している野々田埠頭に県が整備し、荷役クレーンは大船渡市内の経済界が中心となって立ち上げた「大船渡国際港湾ターミナル協同組合」が設置した。
今後の冷凍水産物増加に対応できるよう、リーファーコンテナ用の電源設備といった港湾機能の充実、ドライコンテナの取引拡大、荷主へのサービス向上などが求められている。甘竹勝郎大船渡市長は「水産品輸出が当初の予想よりも多く推移している。全国的にも注目され、航路開設によって大船渡に事務所を設置した企業もあると聞く。1日も早く目標の数値まで持っていきたい。」とコメントした。

## 大船渡港北部工業用地
大船渡市・大船渡市土地開発公社は、大船渡港直結の約4.5ha（13,745坪）の「大船渡港北部工業用地」（旧ヤマハ大船渡ケミカル工場跡地。大船渡市大船渡町字欠ノ下向1番地13）への企業誘致を行い、2010年（平成22年）に阿部長商店が大船渡食品工場を設置した。

## 周辺
- 道路
  - 三陸沿岸道路大船渡IC
  - 国道45号
- 鉄道：JR大船渡線大船渡駅ほか

## 埠頭
- 野々田埠頭：5万トン岸壁、5千トン岸壁。
- 茶屋前埠頭：1万トン岸壁。
- 永浜埠頭（仮称）：工事中。
- 山口埠頭（仮称）：工事中。
- 清水（しず）埠頭（仮称）：工事中。

|  |  |  |

## コンテナ定期航路
- 釜山港 - 大船渡港：毎週日曜日、隔週1便。運航会社は興亜海運。